# Vollmershain
Vollmershain è un comune della Germania di 306 abitanti situato nel circondario dell'Altenburger Land in Turingia.